# Vym'
Il Vym' è un fiume della Russia europea nord-orientale (Repubblica dei Comi), affluente destro della Vyčegda nel bacino della Dvina Settentrionale.
Nasce dai bassi rilievi dei monti Timani, scorrendo verso sud attraversando un territorio piatto e coperto da foreste di conifere; sfocia nella Vyčegda nei pressi del villaggio di Ust'-Vym'. I maggiori affluenti sono Vorykva, Ëlva, Požeg (lungo 126 km) e Čub (127 km) dalla destra idrografica, Koin e Vesljana dalla sinistra.
Il fiume è utilizzato per il trasporto di legname ed è navigabile nel suo tratto inferiore fino alla confluenza con la Vesljana; nella parte superiore del fiume vi sono dei tratti con rapide.
Il fiume attraversa la città di Vuktyl.